# فرانسوا-ژاویر فابر
فرانسوا-ژاویر فابر (انگلیسی: François-Xavier Fabre; ۱ آوریل ۱۷۶۶ – ۱۶ مارس ۱۸۳۷) نقاش، و نیکوکار اهل فرانسه بود.
وی همچنین برندهٔ جوایزی همچون لژیون دونور (افسر) و جایزه بزرگ رم شده‌است.